# خديجة حليمة خاتون
خديجة حليمة خاتون (بالتركية العثمانية: خديجة حليمة خاتون)‏، (حوالي 1415 – بعد 1500) هي إحدى زوجات السلطان العثماني مراد الثاني.

## أسرتها
ولدت خديجة حليمة خاتون كأميرة جاندارية، فهي ابنة تاج الدين إبراهيم الثاني بك، الأمير الثامن لإمارة بني جاندار، كما إنها حفيدة الأمير عز الدين بك.

## زواجها من مراد الثاني
تزوجت خديجة حليمة خاتون السلطان مراد الثاني حوالي سنة 1425، في أدرنة، كان الزواج بهدف التحالف السياسي مع إمارة بني جاندار ضد أقوى عدو للدولة العثمانية حينها والذين منعوا توسع العثمانيين في الشرق.
في عام 1425 أنجبت خديجة ابنها الأول شهزاده علاء الدين علي، وحسب التقاليد العثمانية فإن جميع الأمراء يجب أن يتولوا حكم إحدى المقاطعات كجزء من التدريب، وقد أُرسل علاء الدين ليكون حاكمًا لمانيسا، ثم أصبح سنجق أماسيا بعد وفاة أخيه الأكبر أحمد، وفي 1435 تزوج مراد من مارا برانكوفيتش التي كانت إحدى أميرات صربيا، والتي تزوجها عندما أبرم معه معاهدة سلام مع الصرب، وذلك الزواج جعل الأمور تتوتر بين خديجة ومراد الثاني، وخرجت خديجة من القصر وذهبت إلى بورصة بعد أن كانت خديجة بمثابة الزوجة المُفضلة للسلطان، ولكن يبدو أنه حدث خلاف بين مراد ومارا بين خريف عام 1435 وربيع 1436، وعادت خديجة مرة أخرى.
وفي 1444 توفي ابنها علاء الدين، فحزنت عليه، وحزن عليه والده حزنًا شديدًا وسئم الحياة، فتنازل عن الملك لابنه محمد الثاني البالغ من العمر أربع عشرة سنة، وسافر إلى ولاية أيدين للإقامة بعيدًا، ولكنه عاد إلى الحكم بعد طلب ابنه منه، وفي 1450 أنجبت خديجة ابنها أحمد كوتشوك.

## زواجها من إسحق باشا
توفي مراد في 7 فبراير 1451، وتولى العرش ابنه محمد الفاتح، وفي ذات العام مات ابنها الثاني أحمد كوتشوك وهو لم يتجاوز خمسة عشر شهرًا، وقيل في وفاته أنه مات غريقًا في حوض الماء بعد أن غفلت عنه مربيته، وقيل أن أخاه محمد الفاتح قتله كما جرت العادة بين العثمانيين في قتل منافسيهم، ولاقت هذه القصة كثيرًا من التشكيك. وفي العام نفسه أجبر السلطان محمد الثانيإسحق باشا على الزواج من خديجة حليمة خاتون أرملة أبيه السلطان مراد، كما عينه بكلربك (حاكم الإقليم) في إيالة الأناضول.

## وفاتها
توفي إسحاق باشا في 1497 وأصبحت خديجة أرملة للمرة الثانية، وتوفيت في إزنيق في 1500. ودفنت في قبر ابنة السلطان بايزيد الثاني في بورصة.

## مزيد من القراءة
- Necdet Sakaoğlu (2007). Famous Ottoman women. Avea. مؤرشف من الأصل في 2020-01-25.
- ستيفين رونسيمان (26 مارس 2012). The Fall of Constantinople 1453. Cambridge University Press. ISBN:978-1-107-60469-8. مؤرشف من الأصل في 2020-01-25.
- John Freely (28 فبراير 2009). The Grand Turk: Sultan Mehmet II - Conqueror of Constantinople, Master of an Empire and Lord of Two Seas. I.B.Tauris. ISBN:978-0-857-73022-0. مؤرشف من الأصل في 2020-01-25.
- Bruce D. Thatcher (25 يونيو 2011). Adamant Aggressors: How to Recognize and Deal with Them. Xlibris Corporation. ISBN:978-1-462-89195-5. مؤرشف من الأصل في 2020-01-25.
- فرانس بابنغر (1992). Mehmed the Conqueror and His Time. Princeton University Press. ISBN:978-0-691-01078-6. مؤرشف من الأصل في 2020-01-25.
- John Jefferson (17 أغسطس 2012). The Holy Wars of King Wladislas and Sultan Murad: The Ottoman-Christian Conflict from 1438-1444. BRILL. ISBN:978-9-004-21904-5. مؤرشف من الأصل في 2020-01-25.
- Narodna biblioteka "Sv. sv. Kiril i Metodiĭ. Orientalski otdel, International Centre for Minority Studies and Intercultural Relations, Research Centre for Islamic History, Art, and Culture (2003). Inventory of Ottoman Turkish documents about Waqf preserved in the Oriental Department at the St. St. Cyril and Methodius National Library: Registers. Narodna biblioteka "Sv. sv. Kiril i Metodiĭ. مؤرشف من الأصل في 2020-01-25.{{استشهاد بكتاب}}:  صيانة الاستشهاد: أسماء متعددة: قائمة المؤلفين (link)
- M. Çağatay Uluçay (2011). Padişahların kadınları ve kızları. Ötüken. ISBN:978-9-754-37840-5. مؤرشف من الأصل في 2020-01-25.
- Mehmet Süreyya Bey (1969). Osmanlı devletinde kim kimdi, Volume 1. Küğ Yayını. مؤرشف من الأصل في 2020-01-25.
- Roger Crowley (6 أغسطس 2009). Constantinople: The Last Great Siege, 1453. Faber & Faber. ISBN:978-0-571-25079-0. مؤرشف من الأصل في 2020-01-25.